# Ankerbehandelingssleepboot

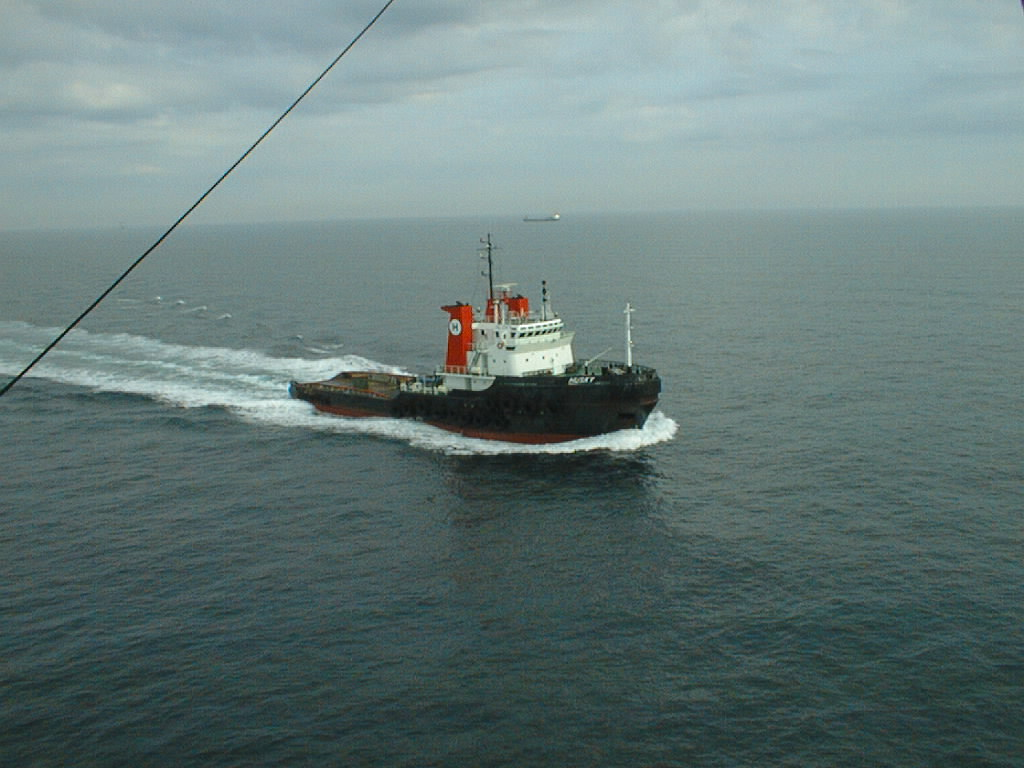
AHT Husky bij platform K6P op de Noordzee

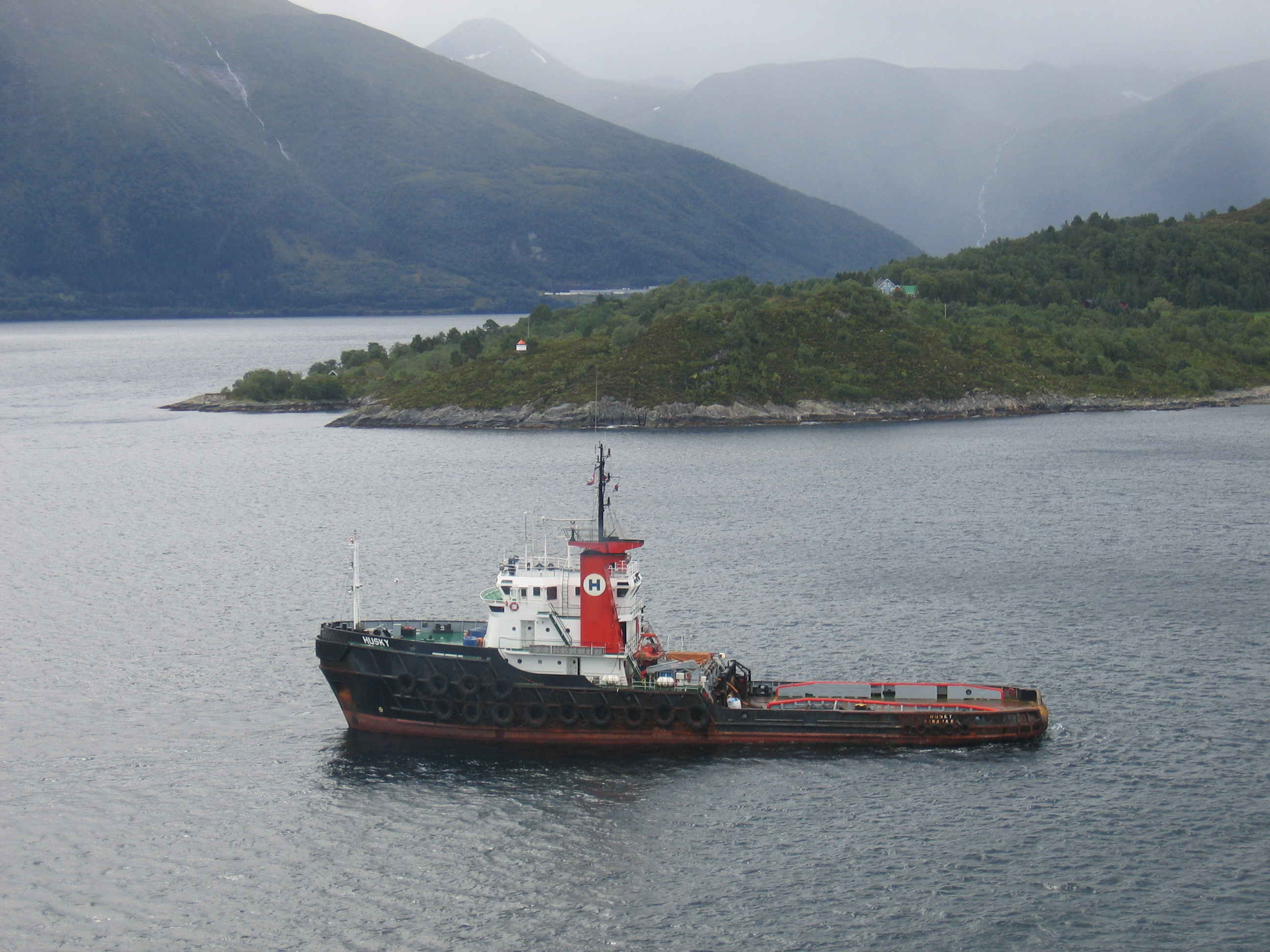
AHT Husky in de Sullafjord bij Ålesund, Noorwegen

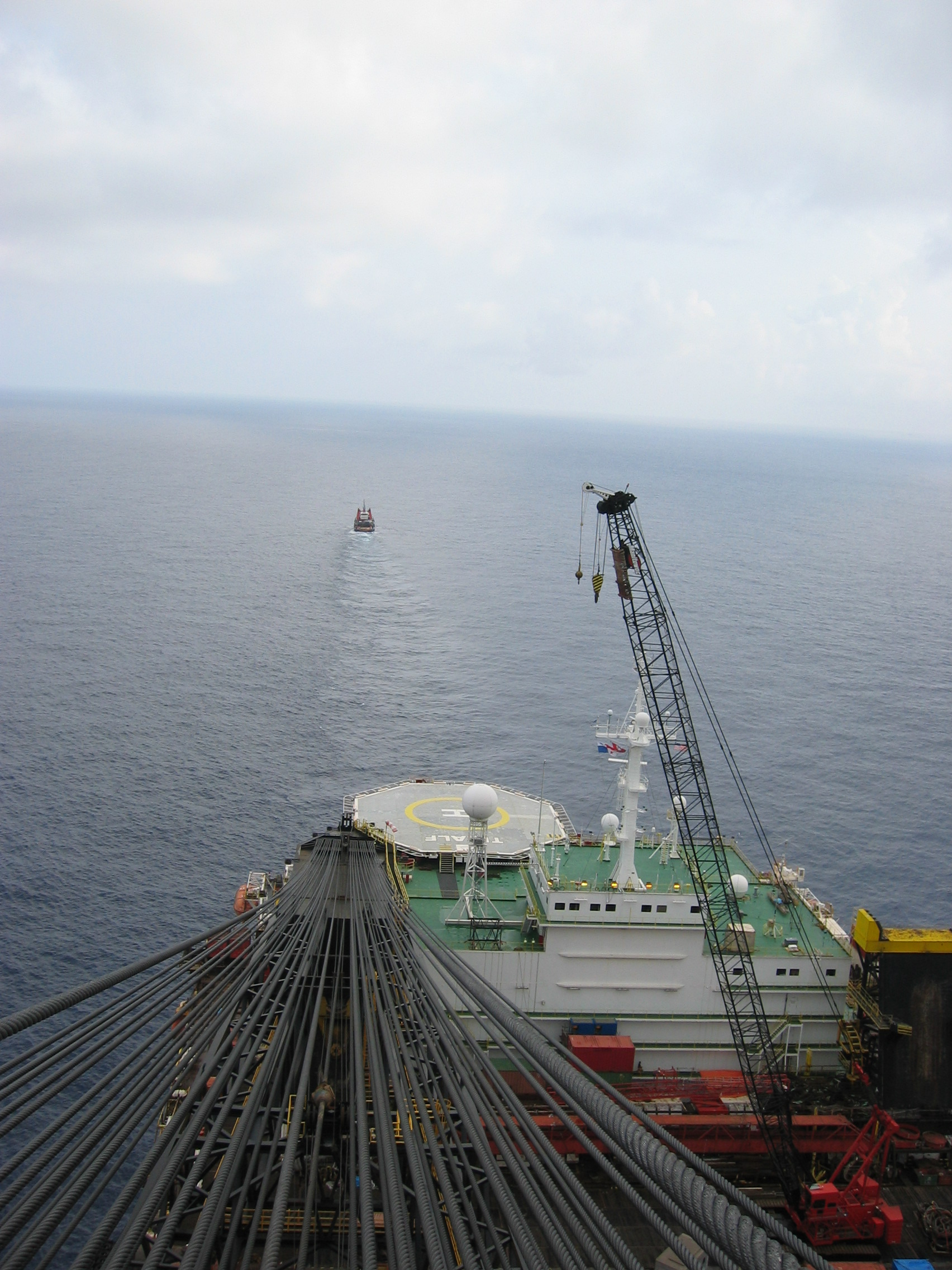
AHT Retriever sleept SSCV Thialf

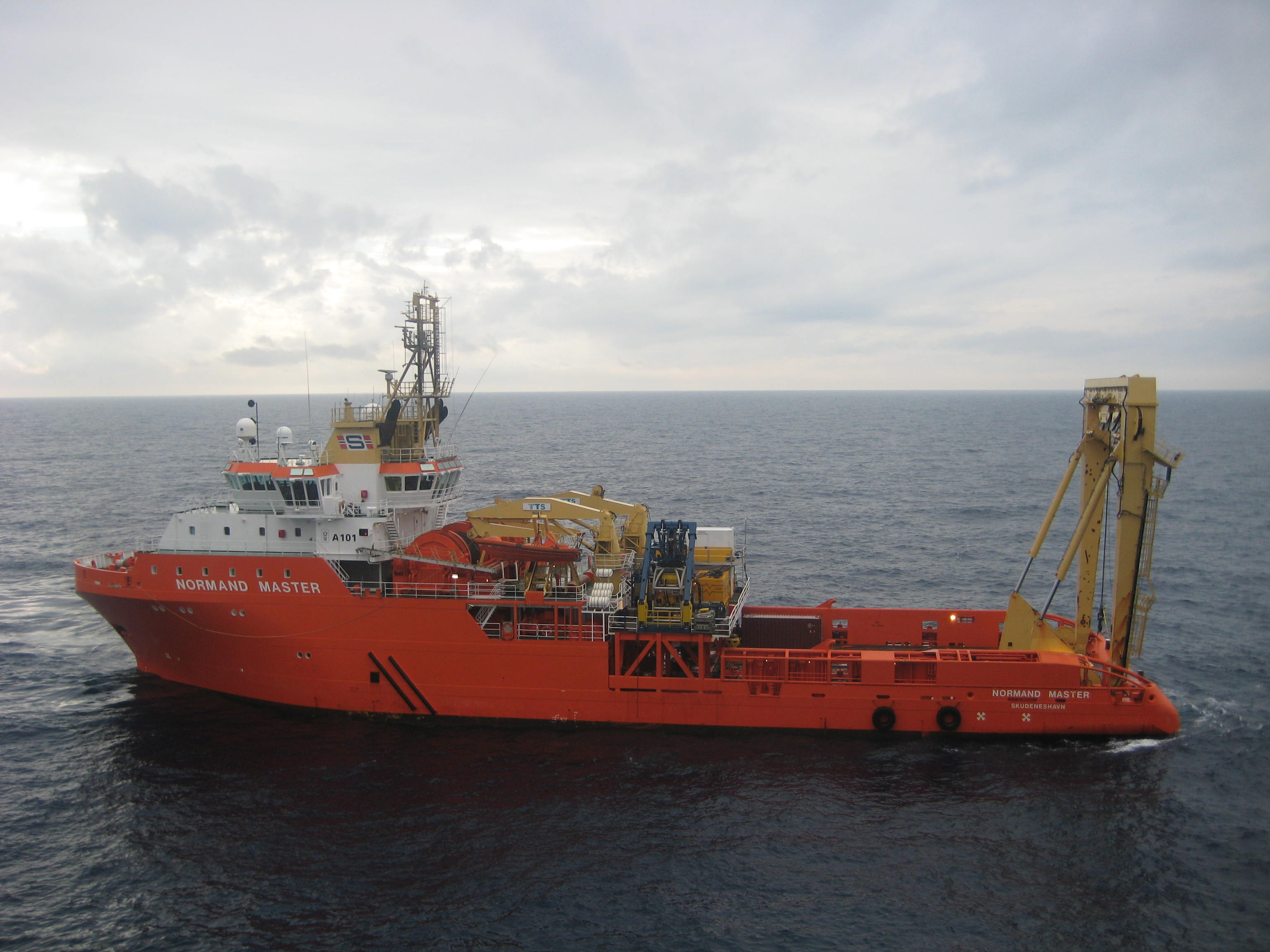
AHTS Normand Master langszij de Balder bij Thunder Horse

Een ankerbehandelingssleepboot, afgekort AHT, van het Engelse Anchor Handling Tug is een speciaal type sleepboot dat ontstond in de offshore-industrie. Doordat deze richting steeds dieper water verschoof, konden hefeilanden (jack-ups) niet meer gebruikt worden. Drijvende platforms moesten, zeker voor de komst van dynamic positioning, verankerd worden. Waar een gewoon schip zelf ten anker kan komen, is dit niet mogelijk voor deze platformen. Dit komt doordat er meerdere ankers gebruikt worden, zodat men op positie kan blijven, het zogenaamde ankerpatroon. Dit kan bestaan uit 4 tot wel 12 of zelfs 16 ankers.

## AHT
Om deze te plaatsen zijn ankerbehandelingssleepboten, AHTs, nodig. Een verschil met gewone sleepboten is, dat op het achterschip een rol is aangebracht. Hierover kan een anker aan dek getrokken worden. Een ander verschil met zeeslepers is dat AHT's veel beter kunnen manoeuvreren.

## AHTS
Daarnaast bestaan er ook AHTSs, Anchor Handling Tug Supply vessel, ankerbehandelende sleep- en bevoorradingsschepen, een combinatie van platformbevoorradingsschip, Platform Supply Vessel (PSV) en AHT. Een duidelijk verschil met een AHT is dat een AHTS een veel langer achterdek heeft. Verder heeft een AHTS tanks om cement, brijn (pekel), brandstof en andere benodigdheden voor productieplatforms op te slaan. AHTSs zijn, in tegenstelling tot veel AHTs, vaak uitgerust met dynamic positioning.